# Marieke Sanders-Ten Holte
Maria Johanna „Marieke“ Sanders-Ten Holte (* 7. November 1941 in Assen) ist eine niederländische Politikerin (VVD).
Die Tochter eines Anwalts studierte Englisch in Groningen und war danach Lehrerin und Rektorin an einer Schule in Haarlem. Sie saß im Provinzrat von Noord-Holland und von 1999 bis 2004 im Europäischen Parlament. Seit dem 15. April 2004 in sie Honorarkonsulin von Botswana in den Niederlanden.
Sanders-Ten Holte hat zwei Kinder und wohnt in Aerdenhout, Gemeinde Bloemendaal. Sie ist Ritterin des Ordens von Oranien-Nassau.